# 2372 Проскурін
2372 Проскурін (2372 Proskurin) — астероїд головного поясу, відкритий 13 вересня 1977 року.
Тіссеранів параметр щодо Юпітера — 3,192.